# Вайкульское
Вайкульское — озеро на территории Луусалмского сельского поселения Калевальского района Республики Карелии.

## Общие сведения
Площадь озера — 5,8 км², площадь водосборного бассейна — 2910 км². Располагается на высоте 129,3 метров над уровнем моря.
Форма озера продолговатая: оно вытянуто с северо-запада на юго-восток. Берега каменисто-песчаные, возвышенные, местами заболоченные.
Через озеро протекает река Писта, впадающая в озеро Верхнее Куйто.
В северо-западную оконечность озера втекает водоток без названия, несущий воды из озёр Анкиярви, Енгуярви, Хирвисъярви и Кангиярви. С юго-востока в Вайкульское также впадает протока, текущая из озёр Падашулкаярви и Кайналайненъярви.
Код объекта в государственном водном реестре — 02020000811102000004494.